# Myopa flavopilosa
Myopa flavopilosa is een vliegensoort uit de familie van de blaaskopvliegen (Conopidae). De wetenschappelijke naam van de soort is voor het eerst geldig gepubliceerd in 1916 door Kröber.